# Novodacine, Bârzula
Novodacine (în ucraineană Новодачне) este un sat în comuna Ananiev din raionul Bârzula, regiunea Odesa, Ucraina.

## Demografie
Componența lingvistică a localității Novodacine
     Ucraineană (91,14%)
     Română (6,33%)
     Rusă (2,53%)
Conform recensământului din 2001, majoritatea populației localității Novodacine era vorbitoare de ucraineană (91,14%), existând în minoritate și vorbitori de română (6,33%) și rusă (2,53%).